# Битва за Вазин
Бои за Вазин — вооружённые столкновения во время ливийской гражданской войны за обладание городом Вазин, расположеного недалеко от ливийско-тунисской границы.

## Предшествующия события
В первые дни войны города в горах Нафуса довольно быстро были сформированы повстанческие отряды, боровшиеся против правительства Муаммара Каддафи, но они понесли серьёзные поражения от лоялистов. Вазин ещё в марте был взят мятежниками, но вскоре город отбила правительственная армия, отрезав один из путей снабжения повстанческих отрядов из Туниса и Европы. Чтобы возобновить поставки вооружений и боеприпасов через Вазин от иностранных союзников в горы Нафуса, повстанцы начали готовить операцию по повторному захвату города.

## Боевые действия
21 апреля отряды мятежников попытались сходу взять Вазин, но встретили ожесточённое сопротивление со стороны правительственной армии. Однако чуть позже повстанцы смогли зажать лоялистов между городом и Тунисом, тем самым блокировав целую роту. В итоге 105 военнослужащих ливийской армии бежали в Тунис, где они сдались тунисским властям.
Тем временем в самом городе мятежники арестовали 13 человек, которые симпатизировали правительству Муаммара Каддафи. Вскоре возобновились поставки из Туниса в повстанческие города Нафуских гор.
24 апреля силы лоялистов начали обстреливать позиции повстанцев близ Вазина.
28 апреля правительственные силы вернули под свой контроль Вазина, отбросив повстанцев к границе, где бои продолжались на окраинах тунисского пограничного города Дехиба. Сообщалось, что несколько мятежников были убиты, а ещё несколько захвачены в плен. В течение дня мятежники попытались контратаковать. Ожесточённые бои продолжились и ночью, но повстанцем не удалось достичь значимых результатов.
На следующее утро в столкновениях на стороне повстанцев приняла участия тунисская армия. Тунисские военные смогли отбросить назад войска правительства. Однако объединённым силам ПНС и Туниса взять Вазин не удалось. Город удалось взять только через несколько дней.
1 мая правительственные силы обстреляли территорию Туниса.
7 мая возобновленные боевые действия в Вазине привели к усилению обстрелов территории Туниса. Власти Туниса были вынуждены эвакуировать всё местное население в приграничный городе Дехиба. Примерно 100 снарядов упали на территории Туниса, в результате чего один дом был поврежден, однако жертв не было. Тунисские власти заявили, что ситуация «очень опасна» и что они будут делать всё, чтобы защитить свою страну.
Девять дней спустя, 16 мая, тунисские войска предотвратили попытку пересечения границы 200 солдатами правительственной армии. На удивления, всё прошло мирно и без применения оружия.
9 июля возобновились столкновения в Вазине.
29 июля повстанцы атаковали лоялистов в населённом пункте Айн-Газае, который находится недалеко от Вазина. Больше вооружённых столкновений вблизи Вазина и на ливийско-тунисской границе не происходило.